# مفتاح آل حمسل
مفتاح آل حمسل (بالإنجليزية: Meftah Al Hamsal)‏؛ مواليد 28 فبراير 1994 في نجران ، السعودية، هو لاعب كرة قدم سعودي.

## مسيرة اللاعب
لعب سابقاً لنادي نجران ونادي المجزل ونادي النهضة ونادي الساحل ونادي طويق.

## الحياة الشخصية
مفتاح هو شقيق كل من عبد العزيز آل حمسل وسعيد آل حمسل ومشعل آل حمسل.

## روابط خارجية
- مفتاح آل حمسل على موقع قاعدة بيانات كرة القدم.إي يو (الإنجليزية)
- مفتاح آل حمسل على موقع Soccerway.com (الإنجليزية)
- مفتاح آل حمسل على موقع كووورة